# Bengt Jakobsson Bergqvist
Bengt Jakobsson Bergqvist, född den 23 augusti 1785 i Gumlösa socken i Skåne, död den 10 april 1847,, var en svensk teolog, farfar till Bengt J:son Bergqvist.
Bergqvist inskrevs 1803 som student vid Lunds universitet, promoverades 1811 till filosofie magister med andra hedersrummet och prästvigdes samt utnämndes till seminariedocent samma år. År 1826 blev han andre teologie adjunkt, 1831 teologie doktor och 1833 professor i exegetik. Bergqvist tillhörde Auroraförbundet och var nyromantikernas förste anhängare i Lund.
I Nordisk familjebok ges Bergqvist följande eftermäle: "Utan att egentligen vara vetenskapsman, utöfvade B. som akademisk föreläsare en nyttig verksamhet och egde ett hälsosamt inflytande på sin tids prästbildning. Som kateket utvecklade han mycken förmåga och åtnjöt ett icke obetydligt anseende som predikant, förvärfvat som predikant vid S:t Peders kloster".
Bland hans skrifter kan nämnas Utkast till predikningar jemte skrift- och confirmationstal (1835), Enfaldig utveckling af dr Luthers lilla kateches (samma år, flera upplagor) samt Högmessopredikningar öfver de årliga sön- och helgedagstexterna (1837). Dessutom författade han en mängd från trycket utgivna tal, ströpredikningar och religiösa uppsatser. Efter hans död utkom Föreläsningar, anteckningar under den heliga skrifts läsning, tal och predikningar vid särskilda tillfällen och poetiska försök (1862).